# IF Vingarna
IF Vingarna är en friidrottsförening från Örnsköldsvik och bildades den 7 oktober 1934. Före detta var IF Vingarna en sektion i IF Friska Viljor. För närvarande och under de senaste tio åren så är Vingarna den enda föreningen i Ö-viks kommun som bedriver arena-friidrott. Under somrarna håller Vingarna till på Örnsköldsviks enda friidrottsarena - Skyttis.
Föreningen genomgick en förändring från seniorklubb till att vara en i stort sett renodlad friidrottsklubb på 60- och 70-talen. Vingarna befann sig högt i friidrottseriesystemet som fanns på 60-talet. Man tävlade mot Uppsala, Mora och Skellefteå med flera. Lokalt fanns även Alfredhem med ett lag, och naturligtvis Sollefteå och Brännan (från Härnösand).
50-talets slut var Vingarnas storhetstid med namn som: 
- Sten Jönsson- löpare, medel och lång
- Ingrid Engström- Kast, diskus och kula
- Stig-Björn Andersson- löpare, medel (Vingarnas första seger i senior-SM)
- Lage Tedenby- löpare, medel och lång (Vingarnas första och hittills enda olympier.
- Sören Tedenby- löpning, sprint.
- Tore Nordin- löpare, lång.
- Arne Hellström- löpare, medel och lång. Arne gjorde en stor ledarinsats efter sin aktiva tid och när föreningen var i omvandling till dess nuvarande form.